# 海卫九

Irregular satellites of Neptune.

海卫九（Halimede, S/2002 N 1）是环绕海王星运行的一颗不規則衛星，于2002年8月14日由馬修·霍爾曼等学者发现。它是海王星軌道離心率第二大的衛星，亦是軌道傾角第三大的衛星。

## 外部連結
- Matthew Holman's Neptune's page （页面存档备份，存于）
- David Jewitt's pages
- Neptune's Known Satellites （页面存档备份，存于） (by Scott S. Sheppard)